# Marina Cvetanović
Marina Cvetanović (Capodistria, 14 febbraio 1986) è una pallavolista slovena, schiacciatrice del Koper.

## Carriera

### Club
La carriera di Marina Cvetanović comincia nel 2000 nelle giovanili dell'Koper dove resta per tre stagioni; nell'annata 2003-04 fa il suo esordio nella pallavolo professionistica, vestendo la maglia del Branik, club con il quale resta per cinque stagioni.
Nella stagione 2008-09 passa all'HIT Nova Gorica, con il quale si aggiudica la Coppa di Slovenia; nella stagione successiva si trasferisce per la prima volta all'estero, in Francia, giocando per l'Istres.
Nella stagione 2010-11 viene ingaggiata dal club italiano del Villanterio, in Serie A1, mentre in quella successiva passa al Cuatto Giaveno, in Serie A2, con la quale ottiene la promozione in massima serie. Nell'annata 2012-13 gioca per il Forlì Bologna, in Serie A1, mentre in quella seguente gioca nella Divizia A1 rumena per lo Știința Bacău, ma nel mese di dicembre lascia la squadra e va a giocare nel Muszyna, terminando la stagione nella ORLEN Liga polacca.
Nella stagione 2014-15 torna in Italia per difendere i colori della Libertas Aversa, in Serie A2, mentre nell'annata successiva è nuovamente in Slovenia nel club di Maribor, in 1. DOL.
Per il campionato 2016-17 fa ritorno al club di Muszyna; rimane in Polonia anche nell'annata successiva, quando firma per il Toruń.
Torna quindi in patria dalla stagione 2018-19, nuovamente nella formazione di Capodistria.

### Nazionale
Ottiene le prime convocazioni con la nazionale slovena nel 2002.

## Palmarès

### Club
- Coppa di Slovenia: 1

2008-09